# Govenlock
Govenlock est un ancien village de la Saskatchewan au Canada. Il est situé dans la municipalité rurale de Reno No 51 et dans la division de recensement (en) No 4 (en). Il avait le statut de village jusqu'au 1er janvier 1976. L'ancien site du village est situé sur les autoroutes 21 (en) et 13 qui est également la Red Coat Trail à environ 15 km à l'est de la frontière avec l'Alberta. Il reste peu du village de nos jours : on trouve toujours des fondations et ciment et des trottoirs en bois, mais le seul bâtiment toujours debout est le centre communautaire ainsi qu'une plaque commémorative de l'histoire de Govenlock.